# Buck Rogers: Matrix Cubed
Buck Rogers: Matrix Cubed, sottotitolato anche Science Fiction Role-playing Computer Game, Vol. II, è un videogioco di ruolo pubblicato nel 1992 per MS-DOS dalla Strategic Simulations, tratto dalla serie fantascientifica di Buck Rogers.
Si basa in particolare su Buck Rogers XXVc, un'ambientazione rinnovata creata dalla TSR per un gioco di ruolo da tavolo e altre opere correlate. Matrix Cubed è il seguito diretto di Buck Rogers: Countdown to Doomsday (1990).
Fa parte della serie della Strategic Simulations basata sul motore Gold Box, che ha quasi sempre ambientazione fantastica legata a Dungeons & Dragons, a eccezione dei due giochi su Buck Rogers.
La versione prevista per Amiga, in sviluppo avanzato, rimase inedita.
Matrix Cubed vendette 38 086 copie, cifra rispettabile, ma inferiore alle oltre 50 000 del predecessore.